# DIN Sync
Der SYNC-Standard, oft als DIN Sync, sync24 oder seltener auch als sync48 bezeichnet, definiert eine Schnittstelle zwischen elektronischen Musikinstrumenten. Er wurde 1980 vom japanischen Hersteller Roland zur Synchronisation von Sequenzern, Drumcomputern, Arpeggiatoren und ähnlichen Geräten vorgestellt. Eine offizielle Schnittstellen-Definition seitens des Unternehmens Roland existiert nicht. Die folgenden Informationen sind dem Service-Manual der Roland-Rhythmusmaschine TR-808 entnommen.
Mit „DIN Sync“ ist nicht gemeint, dass der Standard vom Deutschen Institut für Normung entwickelt wurde, sondern nur, dass er DIN-Steckverbinder verwendet.

## Definition

Steckerbelegung

Die Schnittstelle überträgt zwischen einem Sender („master“) und einem Empfänger („slave“); das Tempo bestimmt das sendende Gerät. Zudem werden Signale für die Funktion „Start/Stop“ sowie optional für „Reset-Start“ und „Fill-In“ übertragen.
Der SYNC-Standard verwendet einen fünfpoligen DIN-Steckverbinder nach DIN-45322. Die Belegung ist:
- Pin 1 = Start/Stop (Stop = 0 Volt, Start = +5 Volt)
- Pin 2 = Ground (Masse)
- Pin 3 = Clock (Rechtecksignal 0/+5 Volt, symmetrische Pulsweite[1], die positive Flanke bestimmt den Clock-Zeitpunkt)
- Pin 4 = Reset-Start (optional; technisch wie Start/Stop, die positive Flanke bestimmt den Reset)
- Pin 5 = Fill-In (optional; technisch wie Start/Stop, die positive Flanke aktiviert die „Fill-In“-Funktion)

Das Clock-Signal (Pin 3) liefert bei den Roland-Geräten 24 Impulse pro Viertel-Note. Manche Geräte des Herstellers Korg arbeiten mit 48 Impulsen pro Viertel-Note. Theoretisch ist die Zuweisung zu musikalischen Mustern aber nicht festgelegt.
Ist ein Gerät Sender von DIN-Sync, so muss mit der positiven Flanke auf der Start-Leitung das Clocksignal zurückgesetzt und mit einer Verzögerung von 9 ms erneut gestartet werden.

## Verhältnis zu anderen Clock-Systemen

### Andere Clocksysteme
Die MIDI-Schnittstelle verwendet die gleichen Stecker, ist jedoch elektrotechnisch nicht kompatibel mit DIN-Sync.
Im MIDI-Protokoll ist MIDI-Clock definiert, der ebenso mit 24 sogenannten „Ticks“ pro Viertel-Note arbeitet (ein Tick entspricht einem Nibble des Protokolls).
Sogenannte „analoge Clocks“ entsprechen dem Clocksignal auf Pin 3 der DIN-Sync-Schnittstelle. Die Clock-Frequenz ist aber meist höher als beim DIN-Sync. Typisch sind 48, 96 oder 192 Impulse pro Viertel (Beispiele Oberheim DMX, DX, DSX; Linndrum 1 und 2).
Sogenannte „analoge Trigger“ übertragen einen Impuls pro musikalischem Ereignis. Zum Beispiel ein Schritt eines Analog-Sequencers oder Arpeggiators, ein Schritt in einem Rhythmus-Pattern. Typischerweise laufen analoge Trigger mit vier Impulsen pro Viertelnote.

### Kombination mit anderen Clock-Systemen
Die Kombination mit anderen Clock-Systemen kann entweder über eine Konvertierung von Format und/oder Clock-Rate erfolgen (siehe unten) oder durch Ausgabe verschiedener Clock-Arten durch eine zentrale Einheit (sog. Masterclock). Letztes wird meist in Verbindung mit einer zeitbezogenen Synchronisation gemacht, z. B. Synchronisation mit einer Bandmaschine oder mit Video.
Typische Geräte für solche Masterclock-Funktionen: Roland SBX80, SBX10, SBX-1; Friendchip SRC; Yamaha MSS1. Viele Rhythmusmaschinen, die sowohl DIN-Sync als auch MIDI-Clock-Anschlüsse haben, können als Masterclock für diese beiden Formate fungieren.

### Konvertierung von und in andere Clock-Systeme
DIN-Sync und MIDI-Clock haben zwar die gleiche Clock-Rate, benötigen aber eine Formatkonvertierung in einem Mikroprozessor o. ä. Für die Konvertierung von MIDI-Clock in DIN-Sync gibt es viele industrielle Geräte. Für die Konvertierung von DIN-Sync in MIDI gibt es aktuell den Sync-Split2 des Unternehmens Innerclock Systems, das RH301 von KOMA Elektronik sowie vier nicht mehr hergestellte Geräte: Roland SBX10, Roland SBX80, Roland SBX-1, Korg KMS30.
Man kann analoge Trigger oder Clocks aus dem Clocksignal der DIN-Sync Schnittstelle durch digitale Frequenzteilung oder Frequenzmultiplikation gewinnen. Als industrielles Fertiggerät ist das RH301 von KOMA Elektronik zu nennen.

## Geräte mit DIN-Sync
Manche Geräte haben sowohl einen SYNC-Ein- und Ausgang, andere nur einen Steckplatz, bei dem man zwischen Ein- und Ausgang umschalten kann. Bei einer dritten Variante wird die Signalrichtung durch den benutzten Stecker bestimmt.
| Hersteller          | Modell         | Ein/Ausgänge                                            | Konvertierung von oder in andere Systeme |
| ------------------- | -------------- | ------------------------------------------------------- | --- |
| Acidlab             | Bassline       | In/Out umschaltbar                                      | |
| Adafruit            | x0xb0x         | In/Out umschaltbar                                      | |
| audiowerkstatt      | din2midi2din   | In/Out                                                  | Konvertierung von MIDI zu DIN-Sync und von DIN-Sync zu MIDI |
| audiowerkstatt      | din-restarter  | In/Out                                                  | Ermöglicht das synchronisierte Einstarten einen DIN-Sync Gerätes bei fortlaufender Masterclock                                                                           |
| Doepfer             | MSY2           | Nur Out                                                 | Konvertierung von MIDI zu DIN-Sync, Teilerfaktor zwischen 1:1 und 1:16 einstellbar                                                                                       |
| E-RM Erfindungsbüro | midiclock⁺     | Nur Out                                                 | umschaltbare DIN-Buchse zwischen MIDI, sync24 oder analog clock (4ppq)                                                                                                   |
| E-RM Erfindungsbüro | multiclock USB | In/Out                                                  | konvertiert in alle Richtungen zwischen DIN-Sync, MIDI, Euro Rack und Audio Clock                                                                                        |
| Jomox               | XBase09        | Nur Out                                                 | |
| Kawai               | R-100          | In/Out umschaltbar                                      | |
| KOMA Elektronik     | RH301          | In/Out                                                  | sync24; konvertiert MIDI und analoge Clock zu DIN-Sync und DIN-Sync zu MIDI und analoger Clock                                                                           |
| Korg                | KMS-30         | DIN-Sync In/Out 1–2, TAPE Cinch In/Out, MIDI In/Out 1–2 | sync48/24 MIDI Synchronizer |
| Korg                | KPR-77         | In/Out umschaltbar                                      | sync48 (kann mit sync24-Geräten betrieben werden, wenn 32tel statt 16tel Noten programmiert werden); Trigger über Tom-Programmierung                                     |
| Korg                | DDM-110        | In/Out umschaltbar                                      | sync48 (kann mit sync24-Geräten betrieben werden, wenn 32tel statt 16tel Noten programmiert werden); Trigger über Clap-Programmierung                                    |
| Korg                | DDM-220        | In/Out umschaltbar                                      | sync48 (kann mit sync24-Geräten betrieben werden, wenn 32tel statt 16tel Noten programmiert werden); Trigger über Tambourine-Programmierung                              |
| Novation            | Drumstation    | Nur Out                                                 | |
| Roland              | MC-202         | In/Out                                                  | |
| Roland              | TB-303         | Nur In                                                  | DIN-Sync-Out ist inoffiziell machbar, wenn der DIN-Stecker nicht komplett in die Buchse gesteckt wird, sodass die automatische Umschaltung auf DIN-Sync-In nicht erfolgt |
| Roland              | TR-606         | In/Out umschaltbar                                      | Trigger über Tom-Programmierung |
| Roland              | TR-626         | In/Out umschaltbar                                      | ? |
| Roland              | TR-707         | In/Out umschaltbar                                      | Trigger über Rimshot-Programmierung |
| Roland              | TR-727         | In/Out umschaltbar                                      | Trigger über Agogo-Programmierung |
| Roland              | TR-808         | In/Out umschaltbar                                      | Trigger über Programmierung diverser Instrumente |
| Roland              | TR-909         | Nur In                                                  | Trigger über Rimshot-Programmierung |
| Roland              | CSQ-600        | Nur Out                                                 | CSQ-Clock, Clock für CR-78 |
| Roland              | MSQ-100        | In/Out                                                  | |
| Roland              | MSQ-700        | In/Out                                                  | |
| Tama                | TSQ-1000       | In/Out umschaltbar                                      | |

[Diese Liste muss ergänzt werden]